# Церква Ісуса Христа Святих останніх днів в Україні

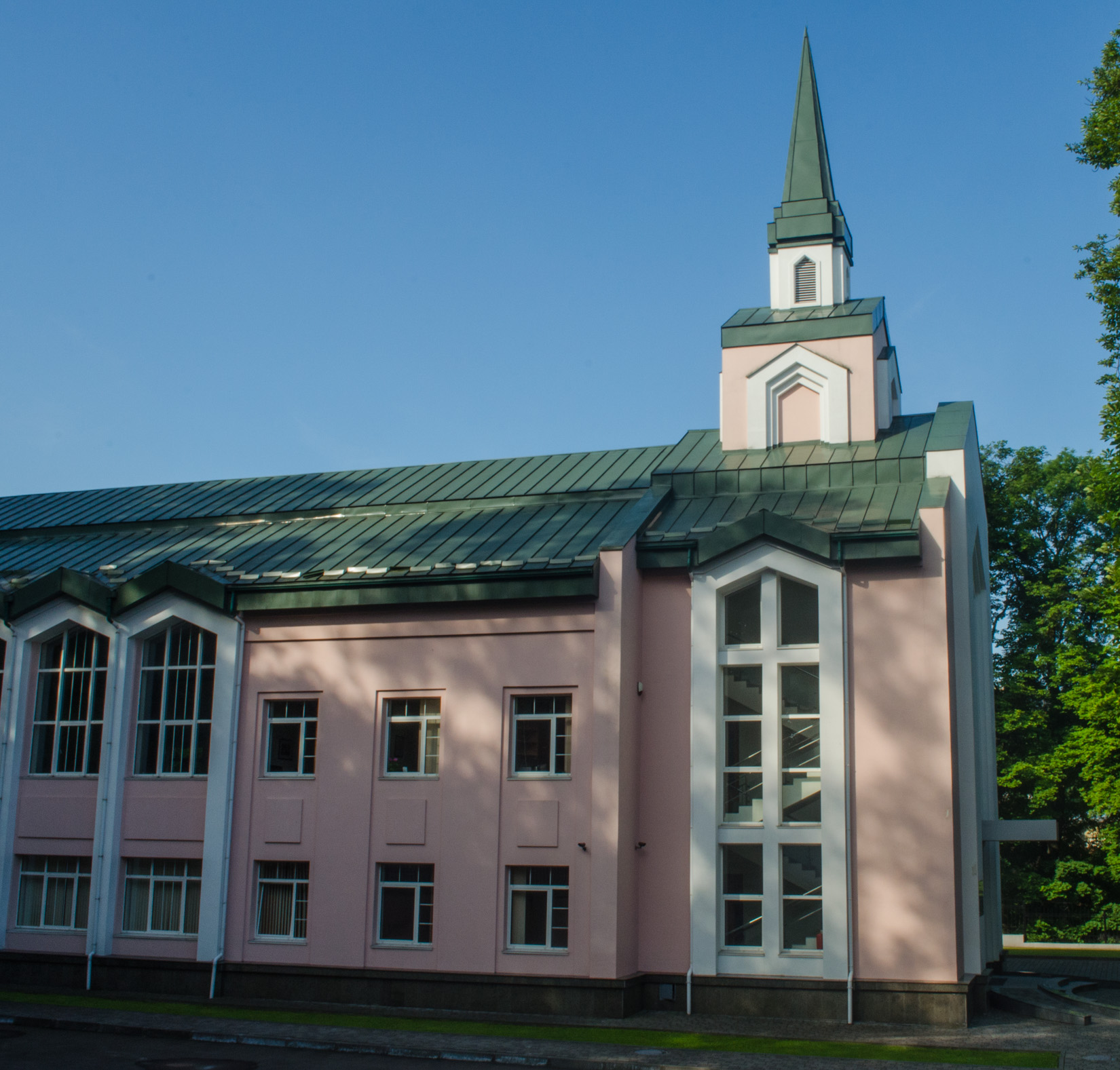
Будинок зборів Церкви Ісуса Христа Святих останніх днів у Львові

Київський український храм

Церква Ісуса Христа Святих Останніх Днів в Україні відноситься до Церкви Ісуса Христа Святих останніх Днів та її членів в Україні.

## Історія
Першого члена Церкви Ісуса Христа Святих Останніх Днів в Україні було хрещено 1990 року в Києві у водах Дніпра.
Церкву було офіційно зареєстровано 6 вересня 1991 року згідно із Законом України «Про свободу совісті та релігійні організації».
30 липня 1996 року урядом України було також зареєстровано Релігійне Управління Церкви Ісуса Христа Святих Останніх Днів в Україні, яке керує діяльністю релігійних громад Церкви відповідно до чинного законодавства України.  
У травні 2004 року в Києві був утворений перший у Східній Європі кіл Церкви.
Керівництво релігійними громадами здійснюється Релігійним Управлінням Церкви Ісуса Христа святих останніх днів в Україні, що зареєстроване Державним комітетом України до справ релігії в 1996 році. В 1998 році тодішнім Президентом Церкви Гордоном Б. Хінклі було оголошено про будівництво Київського українського храму, а у вересні 2002 року Гордон Хінклі відвідав Україну особисто та відбув зустріч з українськими членами церкви в Палаці «Україна». Церемонія початку будівництва храму відбулася в червні 2007 року.
Перший храм Церкви Ісуса Христа Святих останніх днів на території Східної Європи було освячено 29 серпня 2010 року в Києві, Президентом Церкви Томасом Монсоном. Перед самим освяченням для всіх охочих відвідати святиню були проведені дні відкритих дверей разом з екскурсією, які тривали з 7 серпня 2010 року по суботу 21 серпня 2010 року, крім неділь. 
Київський храм, який було освячено під час трьох сесій у неділю, є 134 діючим храмом церкви Ісуса Христа святих останніх днів у світі, третім за розмірами й 11-м на Європейському континенті. Він служить приблизно 31 тис. членам Церкви, які живуть у дев'яти європейських країнах.
Станом на 2017 рік в Україні зареєстровано 11 242 членів Церкви Ісуса Христа Святих останніх днів.

## Місії
На данний момент в Україні є дві діючі місії: Українська Київська та Українська Дніпровська місія.

## Храми
Київський український храм. Розташований у селі Софіївська Борщагівка. 